# Alfred Herrmann (Politiker)
Alfred Herrmann (* 11. Juni 1934) ist ein ehemaliger deutscher Funktionär der DDR-Blockpartei DBD. Er war Vorsitzender des Bezirksvorstandes Magdeburg der Demokratischen Bauernpartei Deutschlands (DBD).

## Leben
Herrmann, Sohn eines Landarbeiters, erlernte den Beruf eines landwirtschaftlichen Facharbeiters und absolvierte ein Fachschulstudium mit dem Abschluss als Staatlich geprüfter Landwirt sowie ein Hochschulstudium als Diplomlandwirt.
1951 trat Herrmann der DBD bei. Mehrere Jahre war er als Agronom und Oberagronom in der MTS Brumby tätig. Zeitweise fungierte er als stellvertretender Vorsitzender des Rates des Kreises Gardelegen. Von 1963 bis 1974 war er als Hauptagronom tätig und wirkte als stellvertretender Vorsitzender des Rates für Land- und Nahrungsgüterwirtschaft im Kreis Gardelegen. Seit 1975 war er hauptamtlich für die DBD tätig: ab 1975 als Sekretär, von 1979 bis 1983 als stellvertretender Vorsitzender und von Juli 1983 bis 1990 als Vorsitzender des Bezirksvorstandes Magdeburg (Nachfolger des im März 1983 verstorbenen Werner Müller). Von 1987 bis 1990 war Herrmann zudem Mitglied des DBD-Parteivorstandes.
Herrmann gehörte von 1981 bis 1990 dem Bezirkstag Magdeburg an. Am 28. Juni 1983 wurde er zum Vorsitzenden der Ständigen Kommission für Erholung, Umweltschutz und Wasserwirtschaft des Bezirkstages gewählt (Nachfolger von Werner Müller). Er war auch Mitglied des Bezirksausschusses Magdeburg der Nationalen Front der DDR.

## Auszeichnungen
- Vaterländischer Verdienstorden in Bronze